# Премія «Спуск із повідця»
«Спуск із повідця» (нід. De Unleash Award) — нідерландська премія за найкраще оповідання нідерландською мовою у жанрі фентезі/наукової фантастики та жанрі жахів/саспенсу. Вручалася у період з 2003 по 2012 роки.

## Історія
Первісно в Нідерландах існували два окремі конкурси оповідань — конкурс творів у жанрі фентезі, що називався Pure Fantasy, та конкурс творів у жанрі саспенс, що мав назву Suspense Story. Згодом письменники Алекс де Йонг, який писав у жанрі фентезі, та Джек Ленс, який писав у жанрі саспенсу, запропонували об'єднати ці конкурси, започаткувавши нову премію, що отримала назву «Спуск із повідця». Змагання на отримання премії проходили у двох категоріях: «фентезі/наукова фантастика» та «жахи/саспенс». У конкурсі брали участь оповідання довжиною від 2 до 6 тисяч слів.
Спочатку премія вручалася двічі на рік, в обох категоріях, а потім визначався переможець року в кожній з категорій. З 2009 року премія вручалася лише один раз на рік єдиному переможцеві. З 2010 року премія змінила свою назву на «Приз Едріена Стоуна», на честь нідерландського письменника-фантаста (справжнє ім'я — Ад ван Тіггелен). Розмір премії склав 1000 євро.
Останнє вручення премії відбулося у 2012 році.

## Переможці

### 2003—2006 роки
| Рік  | Рік         | Конкурс «Санторіанська місія» (нід. Santoriaanse Opdracht) | Конкурс «Suspense Story»                     | Конкурс «Pure Fantasy»                                             |
| 2003 | I півріччя  | Леандр де Гуде (нід. Leander de Goede)                     |                                              |                                                                    |
| 2003 | II півріччя | Йаап Букестейн                                             |                                              |                                                                    |
| 2004 | I півріччя  | Девід Стокс (нід. David Stoks)                             |                                              |                                                                    |
| 2004 | II півріччя | Маріке Нейкамп (нід. Marieke Nijkamp)                      | Анко ван дер Вауде (нід. Anko van der Woude) |                                                                    |
| 2005 | I півріччя  |                                                            | Ніколет Стемерс (нід. Nicolet Steemers)      | Сара де Вард (нід. Sarah de Waard) і Сінді Барс (нід. Cindy Baars) |
| 2005 | II півріччя |                                                            | Саскія Аппел                                 | Харальд Тіммер (нід. Harald Timmer)                                |
| 2006 | I півріччя  |                                                            |                                              | Фред Рабау (нід. Fred Rabouw)                                      |

### 2006—2008
| Рік             | Рік              | Конкурс «Спуск з повідця»                             | Конкурс «Спуск з повідця»                    |
|                 |                  | категорія «фентезі/наукова фантастика»                | категорія «жахи/саспенс»                     |
| Сезон 2006/2007 | II півріччя 2006 | Алекс де Йонг та Свен де Кейзер (нід. Sven de Keyser) | Анко ван дер Вауде (нід. Anko van der Woude) |
| Сезон 2006/2007 | I півріччя 2007  | Харальд Тіммер (нід. Harald Timmer)                   | Саскія Аппел                                 |
| Сезон 2006/2007 | Переможець року  | Свен де Кейзер (нід. Sven de Keyser)                  | Саскія Аппел                                 |
| Сезон 2007/2008 | II півріччя 2007 | Джанго Матейсен                                       | Фред Рабау (нід. Fred Rabouw)                |
| Сезон 2007/2008 | I півріччя 2008  | Джанго Матейсен                                       | Жан-Поль Колен (нід. Jean-Paul Colin)        |
| Сезон 2007/2008 | Переможець року  | Джанго Матейсен                                       | Жан-Поль Колен (нід. Jean-Paul Colin)        |

### 2009—2012
| Рік  | Конкурс «Спуск з повідця» / Приз Едріена Стоуна | Конкурс «Спуск з повідця» / Приз Едріена Стоуна                                                                  | Конкурс «Спуск з повідця» / Приз Едріена Стоуна | Конкурс «Спуск з повідця» / Приз Едріена Стоуна | Конкурс «Спуск з повідця» / Приз Едріена Стоуна |
| Рік  | I місце                                         | II місце | III місце                                       | IV місце                                        | V місце                                         |
| 2009 | Пітер Колвейк (нід. Pieter Koolwijk)            | Б'янка Мастенбрук (нід. Bianca Mastenbroek), Анне Вітберг (нід. Anne Witberg), Єрун Верхог (нід. Jeroen Verhoog) |                                                 |                                                 | Фред ван дер Мейлен (нід. Fred van der Meulen)  |
| 2010 | Анаїд Хан (нід. Anaïd Haen)                     | Фред Рабау (нід. Fred Rabouw)                                                                                    | В. Дж. Мерісон (нід. W.J. Maryson)              | Фред ван дер Мейлен (нід. Fred van der Meulen)  | Джанго Матейсен                                 |
| 2011 | Патрік Бранніган (нід. Patrick Brannigan)       | Б'янка Мастенбрук (нід. Bianca Mastenbroek)                                                                      | Джек Схлімазлнік (нід. Jack Schlimazlnik)       | Ентоні Холслаг (нід. Anthony Holslag)           |                                                 |
| 2012 | Джанго Матейсен                                 | Томас Олде Хьовелт                                                                                               | Джанго Матейсен                                 | Анаїд Хан (нід. Anaïd Haen)                     | Бен Адріансе (нід. Ben Adriaanse)               |